# Contea di Dongshan
La contea di Dongshan (东山县S, Dōngshān XiànP) è una contea della Cina, situata nella provincia del Fujian.